# Hessen SolarCup
Der Hessen SolarCup ist ein Wettbewerb für Modellfahrzeuge und Boote, die durch Solarstrom angetrieben werden. Dabei sollen Kinder und Jugendliche die Anwendung von Technik mit Sonnenenergie erleben. Energieeffizienz und Nachhaltigkeit stehen im Mittelpunkt. Selbst gebaute, solar angetriebene Boote und Modellfahrzeuge treten gegeneinander an. Sieger wird, wer die Energie der Sonne am effizientesten einsetzt. Das Arbeiten im Team steht im Vordergrund. Ziel ist, das Interesse für technisch orientierte Ausbildungen zu wecken und zu fördern. 

## Teilnehmer Klassen

### Solar-Boote

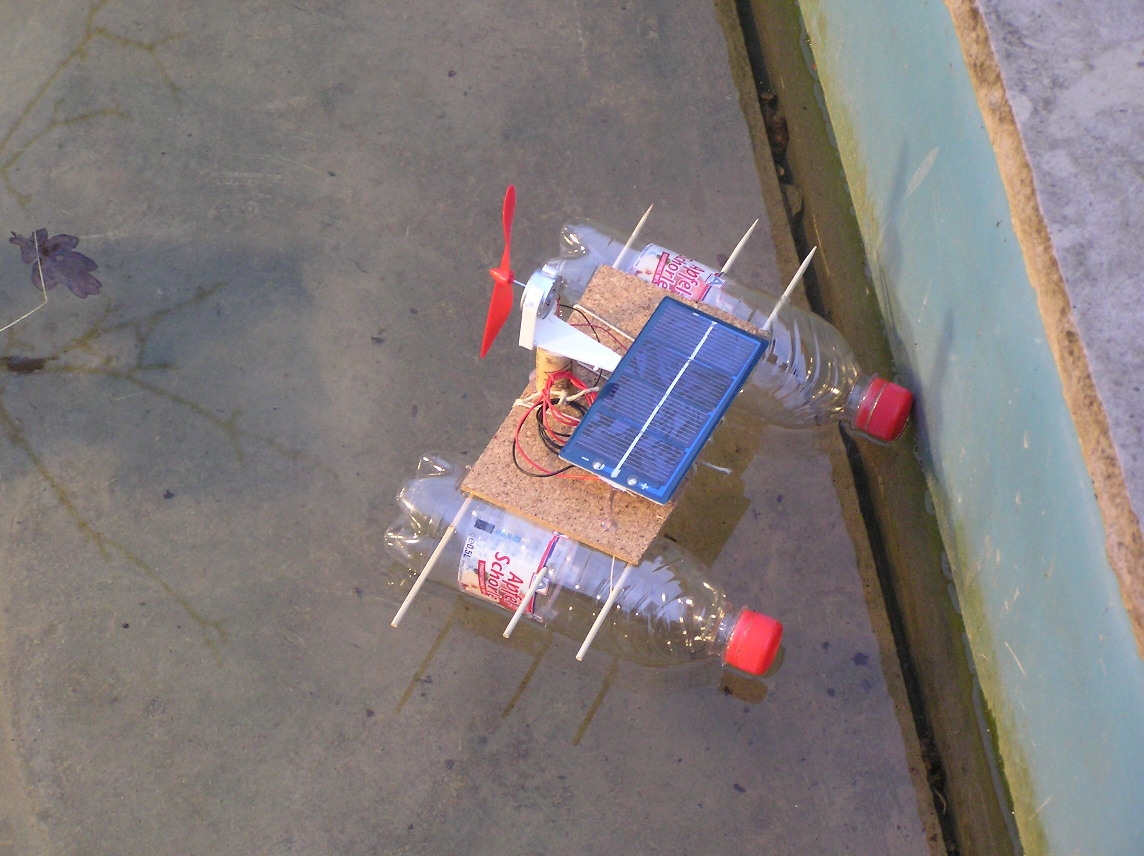
Solar-Boot

Schüler bauen im Team ein solarbetriebenes Boot, das mit identischen Antriebskomponenten ausgestattet wird. Der Bootskörper wird nach eigenen Entwürfen gefertigt. Bei den bis zu drei Wettfahrten (wetterbedingt) fahren bis zu vier Boote gleichzeitig auf einer Wasserfläche von 4 × 10 Metern jeweils eine festgelegte Zeit von Rand zu Rand (4 Meter) und wieder zurück. Eine Dokumentation mit Abbildungen aus der Bauphase wird nach einem festgelegten Punktesystem ebenso bewertet, wie das Design und die Konstruktion. Jedes Team fertigt außerdem ein Poster zu einem jeweils festgelegten Thema an, das in der Gesamtbewertung berücksichtigt wird. Sieger sind die Boote der Teams, die mit den Fahrergebnissen und mit den übrigen Bewertungen insgesamt die meisten Punkte gesammelt haben. Es werden Fortbildungen zum Bau der Solarboote und zur Einbindung in den Unterricht angeboten.

### Ultraleicht-Solar-Mobile

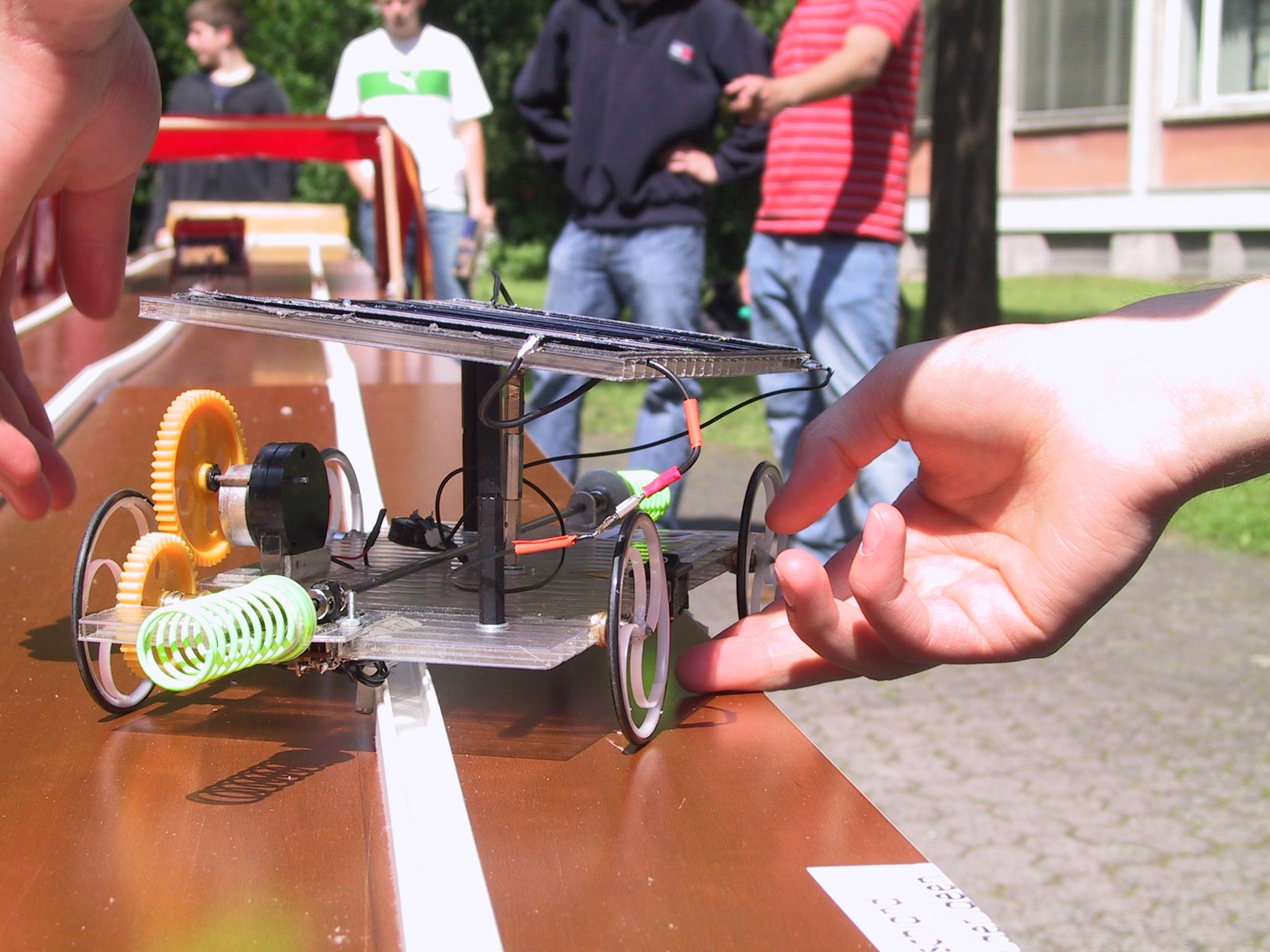
Ultraleicht-Solar-Mobil

In Teams von mindestens zwei bis maximal zehn Schülern werden solarbetriebene Ultraleicht-Mobile entwickelt und gebaut. Dazu werden je zwei Poster erstellt. Das erste Poster beschreibt und dokumentiert die Überlegungen zum Bau des Modells. Das zweite Poster wird zu einem speziellen Thema gestaltet. Es gibt zwei getrennte Wertungsklassen: Erstens Schüler der Klassen 5 bis 10 und zweitens Schüler der Klassen 11 bis 13 und Auszubildende. Die Konstruktion und Auswahl der Komponenten (Solarzellen, Motor, Getriebe, Umschaltmechanismus, Fahrgestell) sind frei. Die Größe der Solarzellenfläche von maximal 264 cm² ist verbindlich vorgegeben.
Beim Wettbewerb auf dem Königsplatz ist eine Strecke mit Bahnen und Führungsschienen, Tunnel und Wendeanschlägen aufgebaut, auf der die Läufe stattfinden. Bewertet werden die Rennergebnisse, die Konstruktion der Ultraleicht-Solar-Mobile und die Poster.

### Ferngelenkten Solar-Mobile

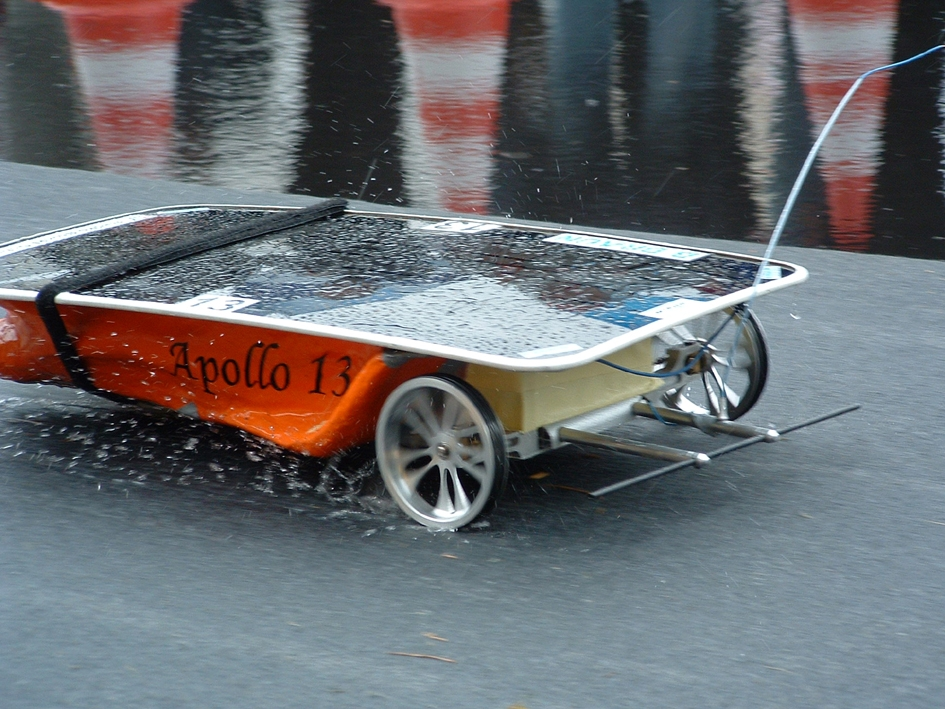
Ferngelenktes Solar-Mobil

Auszubildende und Berufsschüler entwerfen und bauen im Team ferngelenkte Solar-Mobile. Die ferngesteuerten Modelle werden nach individuellen Ideen gebaut. Alle Modelle verfügen über Solarpanels, die der Stromversorgung dienen. Die Modelle fahren beim Hessen SolarCup auf dem Königsplatz in Kassel auf einem Parcours gegeneinander. Ein ständig weiter entwickeltes Reglement sorgt in dieser Disziplin für immer neue Herausforderungen der teilnehmenden Teams. Die ferngelenkten Solar-Mobile sind bei der Entwicklung und beim Bau relativ kostenintensiv und sind dort angesiedelt, wo in Unternehmen Auszubildende (elektrotechnische und verwandte Berufe, Mechatroniker, Industriemechaniker etc.) ausgebildet werden. Die Lehrer der beruflichen Schulen kooperieren mit den Ausbildungsabteilungen der entsprechenden Unternehmen. In die Bewertung zur Ermittlung der Sieger fließen neben der Anzahl der gefahrenen Runden eine Dokumentation und Präsentation, Technik und Design sowie ein Fachgespräch ein. Im Vordergrund stehen Technik und Innovation. Jedes Team gestaltet außerdem ein Poster zu einem speziellen, aktuellen Thema aus dem Bereich der erneuerbaren Energien und der Energieeffizienz.

### SolaRobots
Innerhalb einer AG, Schulklasse oder im Projektseminar werden Teams gebildet. Jedes Team, das aus 3–5 Teilnehmern besteht, konstruiert und baut jeweils einen SolaRobot und erstellt 2 Poster.
Neben dem eigentlichen Robot-Team ist die Unterstützung durch die ganze AG, Klasse oder Seminar als Zuschauer sehr erwünscht. Die Mikrocontrollersteuerung darf über einen Standard-Pufferakku von maximal 4,8 V/80 mAh verfügen und das Solarzellenarray (als Fahrzeugdach) darf maximal eine Abmessung von 10 cm × 15 cm aufweisen. Die Fahrzeuge sollten von den Teams nach eigenen Entwürfen und Versuchen konstruiert und gebaut sein Es werden auch auf der Basis von Bausatz-Robotern gebaute SolaRobots akzeptiert. Neben dem Poster zur Dokumentation des SolaRobots wird von jedem teilnehmenden Team ein weiteres Poster zu einem speziellen, wechselndem Thema gestaltet und hergestellt.

## Austragungsort
Der Königsplatz ist ein kreisrunder Platz im Zentrum von Kassel. Er trennt die Obere von der Unteren Königsstraße und wird von den Gleisen der Straßenbahn zentral gekreuzt, die entlang dieser Straßen verkehrt. Insgesamt münden sechs Straßen auf den Königsplatz. Heute ist er Teil der Fußgängerzone in der Innenstadt Kassels.

## Geschichte
Der erste Hessen SolarCup-Wettbewerb fand am 24. Mai 2002 in Kassel auf dem Königsplatz statt.
Die Einladung, bei dieser einmal im Jahr stattfindenden Veranstaltung teilzunehmen, wendet sich inzwischen an alle Altersklassen, in der Förderschule, in der Grundschule, in Gymnasien und in Berufsschulen. In den ersten Jahren konnten Schüler und Schülerinnen sich in zwei angebotenen Disziplinen anmelden: Die Solar-Boote und die ferngelenkten Solar-Mobile. 
Im Jahr 2005 wurde eine zusätzliche Disziplin, die Ultraleicht-Solar-Mobile, geschaffen und im Jahr 2008 kam eine weitere Disziplin, die SolaRobots, dazu. Am 17. Juni 2011 fand der nunmehr 10. „Hessen SolarCup“ traditionsgemäß ebenfalls auf dem Königsplatz statt. 
Im Herbst des Jahres 2009 fand im Bundesministerium für Bildung und Forschung (BMBF) ein Gespräch statt, zu dem eine Delegation der Universität Kassel eingeladen worden war, um zu erörtern, inwieweit das Ministerium Möglichkeiten sieht, eine bundesweite und damit überregionale SolarCup Veranstaltung mit gleicher oder ähnlicher Zielsetzung als Bildungsveranstaltung zu initiieren. Die Idee wurde übernommen, nachdem eruiert worden war, dass in anderen Bundesländern bereits ähnliche oder vergleichbare Veranstaltungen stattgefunden hatten. Die Sieger der regionalen Veranstaltungen wurden nach Berlin zum Bundesentscheid eingeladen. Eine der vier Hessen SolarCup-Disziplinen mit dem entsprechenden Reglement, das von der Universität Kassel entwickelt worden war, wurde zum Inhalt der Bundesveranstaltung gemacht. Die erste Veranstaltung, „Solarmobil Deutschland“, fand im September 2010 in Berlin am Potsdamer Platz, die zweite Veranstaltung fand am 30. September 2011 im Rahmen der Messe Clean Tech World statt.